# Test Utajonych Skojarzeń
Test Utajonych Skojarzeń (ang. Implicit Association Test, IAT) – narzędzie pomiarowe rozwijane w psychologii społecznej, mające na celu wykrywanie automatycznych powiązań pomiędzy deklarowanym a kompletnym obrazem danej kategorii obiektów w pamięci danej osoby, czyli tzw. postaw utajonych. Właściwości psychometryczne tego narzędzia pozostają przedmiotem badań i kontrowersji.

## Historia
Anthony Greenwald i Mahzarin Banaji przedstawili konceptualizację utajonych skojarzeń w 1995, opisując je jako „słabo dostępne introspekcji ślady doświadczeń, które mają wpływ na zachowania”. Nawiązywali do wcześniejszych publikacji z obszaru psychologii poznawczej, m.in. Kahnemana i Tversky`ego, czy badań nad torowaniem, które ilustrowały rolę nieuświadomionych czynników i heurystyk w funkcjonowaniu ludzi. Pierwszy artykuł dotyczący testu IAT został opublikowany w 1998 roku. Jego autorami byli A. Greenwald, D. McGhee i J. Schwartz. Narzędzie to ma w założeniu pozwolić na bezpośredni i rzetelny pomiar nieświadomych skojarzeń, z pominięciem zawodnej introspekcji. Test przyciągnął w następnych latach duże zainteresowanie badaczy i mediów, jako obiecująca metoda badania niedostępnych dotąd aspektów zachowań i postaw.

## Forma testu
Komputerowa wersja tego testu wymaga jak najszybszego dopasowania wyświetlanych na ekranie atrybutów i obiektów – na przykład przymiotników „młody” lub „stary” do twarzy osoby starszej lub młodszej. Przedstawiane są atrybuty o neutralnej, pozytywnej i negatywnej walencji emocjonalnej. W trakcie badania uczestnikom eksponuje się różne kombinacje obiektów i walencji atrybutów. Czas dopasowania atrybutu do obiektu jest uznawany za operacyjny wskaźnik siły skojarzenia. Im szybciej dana para zostanie dopasowana, tym silniejszą uznaje się hipotetyczną asocjację – np. pozytywne wartościowane osób młodych.
Badacze uważają, że test pozwala na pomiar postaw, które na co dzień są nieuświadamiane lub skrywane. Za pomocą IAT można byłoby zatem oszacowywać nieświadome postawy dotyczące, na przykład, wartościowania odcienia skóry, płci, wieku, orientacji seksualnej, rasy, kraju, sylwetki, i ogólnie – stereotypów oraz samooceny.

## Właściwości psychometryczne
Test charakteryzuje się, według przeglądu dokonanego przez autorów w 2013, medianową powtarzalnością rzędu r=0,56. W większości przypadków słabo koreluje z deklarowanymi postawami, i innymi narzędziami opartymi na samoopisie. Jego trafność prognostyczna jest niska, ale lepsza niż metod samoopisowych. Metaanalizy i systematyczne replikacje badań przedstawiają bardzo mieszany obraz związku wyników testu z zachowaniami i zabiegami adresującymi zmianę postaw.
IAT stało się kontrowersyjne w następstwie przedwcześnie optymistycznych relacji medialnych, które przedstawiały go jako w pełni rzetelny i trafny „wykrywacz kłamstw” i gotową do szerokiego stosowania miarę skrywanych postaw takich jak seksizm czy rasizm. Jak zaznaczają sami autorzy, test może być wykorzystywany do celów naukowych, ale dopóki jego zaplecze psychometryczne nie zostanie głębiej rozwinięte, nie powinien być społecznie stosowany w obszarach mających bezpośredni wpływ na życie – np. przy diagnozie klinicznej, rekrutacji pracowników lub w działaniach wymiaru sprawiedliwości. Na ten moment nie jest jasne, co dokładnie test mierzy, i jak przekłada się to na zachowania.

## Projekt Implicit
Project „Implicit” jest wersją IAT dostępną w Internecie. Testy w ramach tego projektu zostały przetłumaczone i dostosowane do różnych kultur i języków. Ich wynik są obliczane na podstawie czasu reakcji oraz liczby pomyłek.